# Pero lessema
Pero lessema là một loài bướm đêm trong họ Geometridae.